# Craft The World
Craft The World (з англ. craft — ремесло; world — світ) — це відеогра жанрі «пісочниці» (за зразком Terraria) з елементами стратегії, непрямим управлінням зразка Dungeon Keeper, і створенням речей як в Minecraft. Розробкою гри займалася студія Dekovir. 17 листопада 2013 року Craft The World вийшов в ранній доступ в Steam. Реліз гри відбувся 24 листопада 2014 року. Craft The World доступний для Windows, OS X, IOS. 21 березня 2017 року вийшло доповнення Dig with Friends, що додає в гру розширений багатокористувацький режим до 5 гравців.

## Ігровий процес
У грі є три режими: кампанія, своя гра і багатокористувацьку гру.

### Кампанія
Режим гри, що передбачає відкриття нових рецептів майстрування предметів при просуванні по дереву технологій. Також в кампанії є рівні, після проходження яких відкривається наступний, новий рівень з унікальним світом. Головною умовою відкриття нового рівня є відновлення порталу між світами (складається з 5 елементів, рецепти яких випадають з босів в секретних кімнатах).
Рівні кампанії:
1. Лісовий світ (Земля нових надій)
2. Сніговий світ (Земля зимових небес)
3. Пустеля (Земля сухих вітрів)
4. Підземний світ (Земля небезпечних печер)
5. Самотня гора (DLC: Lonely Mountain)
6. Храми 4 стихії (DLC: Temples of 4 Elements)

### Своя гра
У режимі своя гра є два типи гри:
- Пісочниця  — всі предмети можна зробити у самому старті гра якщо у вас є потрібні інгредієнти
- Дерево технологій  — світ побудований на просуванні по дереву технологій рецепти нових предметів стають доступними тільки після виконання необхідних умов їх відкриття

### Багатокористувацька гра
Для Багатокористувацької гри потрібно DLC: Dig with friends.
У цьому режимі можна грати з іншими людьми так само як і у свою гру. Якщо в кампанії одержати 5 рівень, вивчити обробку сталі в дереві технологій та побудувати поліпшений портал то можна грати у режим PvP.

### Навички
На початку гри гноми мають одну випадкову навичку, максимум гном може мати три навички. Щоб отримати інші навички потрібно знайти й використати книгу. Навички "Воїн", "Лучник" або "Маг" можна покращувати завдяки: манекена для воїнів, мішені для лучників і магічної сфери для магів. Або кращих версій: механічний тренувальний манекен, тир і поліпшена магічна сфера. 
Усього існує 14 книг навичок:
- лучник
- мисливець
- Мельник
- лісоруб
- кухар
- маг
- Рибак
- плавець
- Тесляр
- воїн
- Шахтар
- коваль
- скелелаз
- каменяр

## Критика

### Steam
У Steam гра оцінюється на 9 з 10. Усього більше 8.000 відгуків. Більшість з них позитивні.

### IGN
IGN оцінює гру на 6.2 з 10.

### Metacritic
На сайті Metacritic люди оцінили гру на 8.3 з 10.